# Unión Cívica Radical Unificada
La Unión Cívica Radical Unificada o Partido Radical Unificado fue el nombre adoptado por dos partidos provinciales argentinos, que se separaron de la Unión Cívica Radical, en las provincias de Santa Fe y Santiago del Estero en la década de 1920.

## UCR Unificada de Santa Fe
La UCR Unificada ganó en 1920 y 1924 las elecciones a gobernador de la Provincia de Santa Fe, resultando elegidos para el cargo Enrique Mosca y Ricardo Aldao, respectivamente. Para las elecciones provinciales del 3 de febrero de 1924, "al acercarse el fin del gobierno de Enrique Mosca, se reúne la Convención Provincial de la UCR, que debía designar los candidatos del Partido. Los votos estaban empatados a favor de Armando Antille y Héctor S. López, quedando estancada la convención, hasta que Fernando Saguier -dirigente nacional- sugiere el nombre de Aldao, lo que es aceptado. Hipólito Yrigoyen, con una importante delegación, participa de la última etapa de la campaña electoral."

## UCR Unificada de Santiago del Estero
Luego de aprobada la Ley Sáenz Peña que estableció el voto secreto y voto obligatorio para varones mayores de 18 años, la Unión Cívica Radical ganó las elecciones presidenciales de 1916, instalando como presidente a Hipólito Yrigoyen. En Santiago del Estero la UCR se dividió en dos, y ello permitió el triunfo de los conservadores. En 1919 el presidente Yrigoyen intervino la provincia habilitando el triunfo del radical Manuel Cáceres. Pero en 1924 la provincia fue nuevamente intervenida, esta vez por el presidente radical Marcelo T. de Alvear. En ese momento se creó la Unión Cívica Radical Unificada que llevó como candidato a gobernador a Domingo Medina, obteniendo el triunfo.
La UCR Unificada, también bajo el nombre de Partido Radical Unificado, se consolidó como partido radical provincial antipersonalista y logró ganar las elecciones en la década de 1930 que entronizaron a los gobernadores Juan Bautista Castro (1932-1936), Pío Montenegro (1936-1939) y José Ignacio Cáceres (1939-1943).